# Luis Martín de la Plaza
Luis Martín de la Plaza (Antequera, España, 1577 - Antequera, España, 1625) fue un poeta español.

## Datos biográficos
Nació, vivió y murió en Antequera, donde ejerció el ministerio sacerdotal. A partir de las investigaciones realizadas por Francisco Rodríguez Marín, se sabe que nació en los primeros días de febrero de 1577, que fue bautizado en la Iglesia de San Salvador el día 5 de febrero y que sus padres, dueños de una tienda de ropas, se llamaban García Martín e Inés Gutiérrez. El matrimonio tuvo, al menos, dos hijos más: Pedro (también poeta) y Luisa. 
El ropero García Martín murió en 1587; su viuda procuró estudios y carrera eclesiástica a sus dos hijos varones. Luis, tras acabar los estudios de humanidades en Antequera, marchó a la Universidad de Osuna y se graduó de bachiller en Cánones en 1597. En febrero de 1598 era capellán de la iglesia y monasterio de Santa María de Jesús (fundación de su madre) y ese mismo año recibe el presbiterado. Desde 1605 hasta 1622, al menos, es sacerdote de la iglesia de Santa María la Mayor. 
Murió con toda seguridad en Antequera en el año 1625, a los 47 años de edad.

## Obra literaria
Luis Martín de la Plaza es quizá el más elegante de los poetas de la llamada Escuela antequerano-granadina, que florece entre las últimas décadas del siglo XVI y la primera mitad del XVII. Gracias, sobre todo a sus antólogos contemporáneos (Pedro Espinosa, Juan Antonio Calderón e Ignacio de Toledo y Godoy), se nos ha conservado un corpus formado por 104 sonetos de autoría segura, 27 composiciones de arte mayor y 6 poesías de arte menor. En prosa conocemos la traducción de una lettera de Torcuato Tasso Comparación de la Italia con la Francia, compuesta en lengua toscana por Torcuato Tasso, y traducida en la española por el Licenciado Luis Martín de la Plaza, que ha sido recientemente publicada por L. Luque Nadal.
Su moderno editor, Jesús M. Morata, escribía en 1995: “Cuando se lee a Luis Martín, se percibe enseguida ese aire de clasicismo inconfundible y elegante de los mejores poetas andaluces del primer tercio del siglo XVII: tono equilibrado y distante, versos perfectos, estrofas moduladas en construcciones redondas y rotundas. Fueron justamente estas cualidades las que impulsaron a los antólogos de su tiempo [....] a incluir en sus florilegios decenas de poesías de Luis Martín. Esta labor antológica recibe una valoración creciente por parte de los críticos más exigentes, tanto en su calidad de compendio de obras, como en la de reflejo inmejorable de un momento cultural y estético determinado. No me resisto a reproducir unas palabras de Antonio Alatorre sobre esta cuestión. Se refiere en estos términos a las Flores de Poetas (de Espinosa y de Calderón): "Fueron un auténtico manifiesto de la nueva poesía de nuestra lengua, una declaración de vida". Y en nota: "En unas y otras [antologías] se conserva lo más importante de la producción de poetas excelentes, como Martín de la Plaza, Juan de Arguijo y Luis Barahona de Soto. En 1611 [año de la confección de las Flores de Calderón] no se había revelado en toda su grandeza el genio de los futuros gigantes: las poesías de Góngora y Quevedo se miden allí con las de esos poetas menos famosos, sobre todo con las del extraordinario Martín de la Plaza" 
En su producción poética se aplica a la lírica en general, y en ese marco trata alternativamente los asuntos amorosos, morales, históricos, mitológicos, religiosos, fúnebres e, incluso, burlescos (además de la poesía de circunstancias: fúnebre, de certamen y dedicatoria).
Es gran traductor de Horacio, y fiel imitador de Torcuato Tasso y de Camões. En sus últimas composiciones es muy notoria la influencia del Góngora culto.
Como muestra de su poesía, podemos leer tres de sus sonetos: el primero (como señala J. M. Morata) es una delicada imitación de Camoens (cuyo texto se adjunta en cursiva); el segundo, de carácter mitológico, describe el dolor de Ariadna al verse abandonada por su traidor amante Teseo; el tercero es un epitafio para una joven aristócrata.
:::::::::::::::'Luis Martín de la Plaza' 

::::::::::::::::'SONETO I' 

::::::::::::::Cuando a su dulce olvido me convida 
 :::::::::::::la Noche, y en sus faldas me adormece, 
 :::::::::::::entre el sueño la imagen me aparece 
 :::::::::::::de aquella que fue sueño en esta vida.
 ::::::::::::::	Yo, sin temor que su desdén lo impida,
 :::::::::::::los brazos tiendo al bien que se me ofrece,
 :::::::::::::mas ella (sombra al fin) se desvanece,
 :::::::::::::y abrazo el aire donde está escondida. 
 ::::::::::::::Así burlado, digo: “¡Ah, falso engaño 
 :::::::::::::de aquella ingrata que mi mal procura, 
 :::::::::::::tente, aguarda, lisonja del tormento!” 
 ::::::::::::::Mas ella, en tanto, por la noche oscura 
 :::::::::::::huye; corro tras ella. ¡Oh caso extraño,
 :::::::::::::que pretendo alcanzar, que sigo al viento! 
 :::::
::::::	'Luis de Camões' 

:::::	Quando de minhas mágoas a comprida 
 ::::maginação os olhos me adormece, 
 ::::em sonhos aquela alma me aparece 
 ::::que pera mim foi sonho nesta vida. 
 :::::	Lá numa soidade, onde estendida 
 ::::a vista pelo campo desfalece, 
 ::::corro para ela, e ela então parece 
 ::::que mais de mim se alonga compelida. 
 :::::	Brado: “Não me fujais, sombra benina!” 
  ::::Ela, os olhos em mim cum brando pejo, 
 ::::como quem diz que já não pode ser, 
 :::::	torna a fugir-me, e eu, gritando: “Dina...” 
  ::::antes que diga mene, acordo e vejo 
 ::::que nem um breve engano e posso ter.
 ::::::::::
:::::::::::::::'Luis Martín de la Plaza'
::::::::::::::::		 'SONETO LXII.' 

:::::::::::::::::		    Ariadna 

::::::::::::::	La vela de traición y viento llena, 
 :::::::::::::con la vista cansada y el deseo 
 :::::::::::::sigue Arïadna, del traidor Teseo, 
 :::::::::::::desde la playa que a su llanto suena. 
 ::::::::::::::	Sus hebras de oro, de piedad ajena, 
 :::::::::::::injuria, y deja en su dorado empleo 
 :::::::::::::al aire rico, y al azul Nereo 
 :::::::::::::con perlas que llorando da al arena. 
 ::::::::::::::	“Vuelve, ingrato -le dice-, y al engaño 
 :::::::::::::con que el honor me quitas no le aumentes 
 :::::::::::::la soledad de estos peñascos fríos. 
 ::::::::::::::	Mas, ¡triste yo!, que esfuerzo el propio daño, 
 :::::::::::::pues que te dan con que de mí te ausentes 
 :::::::::::::el viento en popa los suspiros míos”. 

:::::::::::::::'Luis Martín de la Plaza'
::::::::::::::::	'SONETO LXXXVII' 

:::::::::::::	Al túmulo de la Condesa de Ampurias 

::::::::::::::	Detén el paso, huésped peregrino; 
 :::::::::::::admira en este mármol tristemente, 
 :::::::::::::en un eterno eclipse, el rayo ardiente 
 :::::::::::::de un sol que fue mortal con ser divino; 
 ::::::::::::::hollaba alegre su real camino, 
 :::::::::::::poco distante de su claro oriente, 
 :::::::::::::cuando la negra noche de occidente 
 :::::::::::::oscureció su llama de oro fino. 
 ::::::::::::::	El cielo y tierra, en su funesto ocaso, 
 :::::::::::::cubrió de oscuridad, trocó en abrojos, 
 :::::::::::::el rostro azul, las olorosas flores. 
 ::::::::::::::	Alarga agora, caminante, el paso, 
 :::::::::::::que bien te han dado, con mirar, tus ojos 
 :::::::::::::triste ocasión para que siempre llores. 